# Tourisme en Europe
Le tourisme en Europe représente une importante activité économique. En 2014, l'Europe a reçu 563 millions de touristes. Les recettes pour 2014 ont atteint 383 milliards d'euros (€).

## Faits saillants
- En 15 ans, il y a eu une augmentation de 156,6 % du tourisme en Europe.

- En 15 ans, les recettes ont augmenté de 151,3 %.

- En 2011, il y a eu une augmentation de 6 % du tourisme en Europe, probablement à cause du printemps Arabe. Les touristes ont plus misé sur les destinations de type «sécuritaire».

- La projection pour l’année 2012, est une augmentation entre 4 % et 6 % du tourisme en Europe.

- En janvier 2024, le tourisme en Europe a atteint 94% des niveaux 2019, soutenu par la demande intra-régionale et les voyages des États-Unis[3].

## Notoriété des monuments d'Europe dans le monde .
Les résultats exposés ci-dessous résultent d'un sondage effectué par la TNS Sofres entre le 15 mars] et le 2 avril 1996 pour le compte de la SNTE (Société nouvelle d'exploitation de la Tour Eiffel, l'exploitant de la tour Eiffel du 1er janvier 1980 au 31 décembre 2005), auprès d'échantillons d'habitants dans chacun des 6 pays. Les professions, les régions, et les catégories d'agglomérations sont représentées dans-chaque échantillon dans une proportion égale à celle de leur présence dans la population totale.
Trois questions ont été posées par les enquêteurs :
Question n°1 (question ouverte) : Citez trois monuments européens que vous connaissez, ne serait-ce que de nom ?
Question n°2 (question fermée) : Parmi les monuments européens suivants, indiquez ceux que vous avez déjà visités, ou eu l'occasion d'aller voir au cours de votre vie.
Question n°3 (question fermée) : Parmi les monuments européens suivants, quels sont les deux qui selon vous symbolisent le mieux l'Europe ?

### Les monuments européens les plus connus
| Légende : |  | Lieu cité spontanément au moins une fois, par au moins une des personnes interrogées | - | Lieu non cité par les personnes interrogées |
| --------- |  | ------------------------------------------------------------------------------------ | - | ------------------------------------------- |

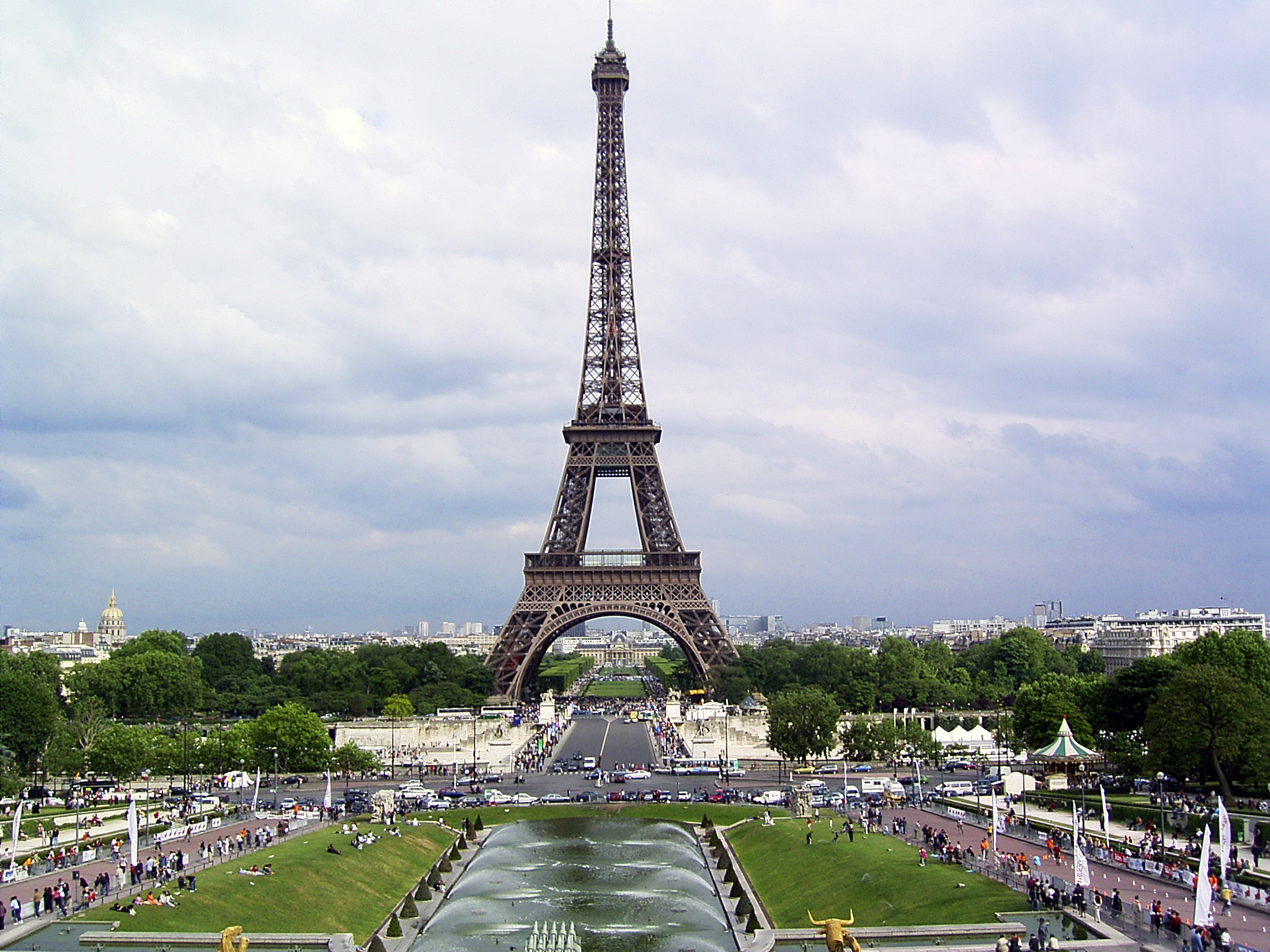
La tour Eiffel
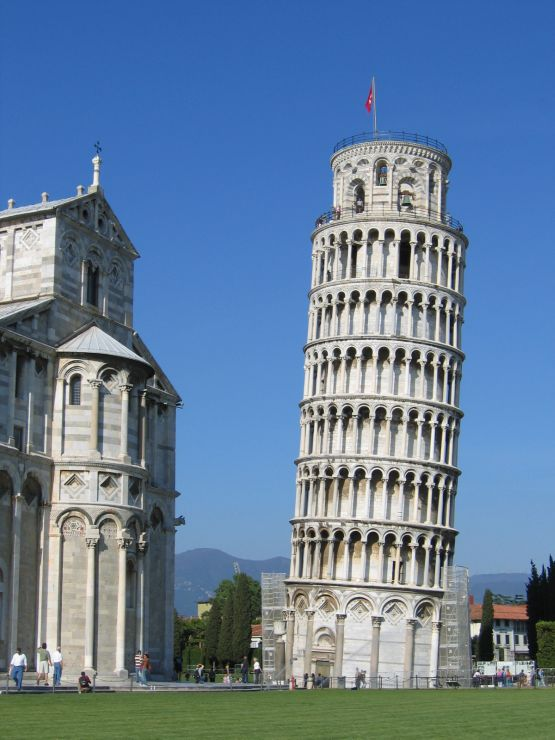
La tour de Pise
L'arc de triomphe
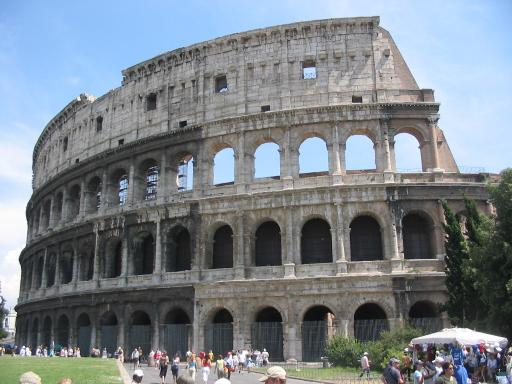
Le Colisée de Rome
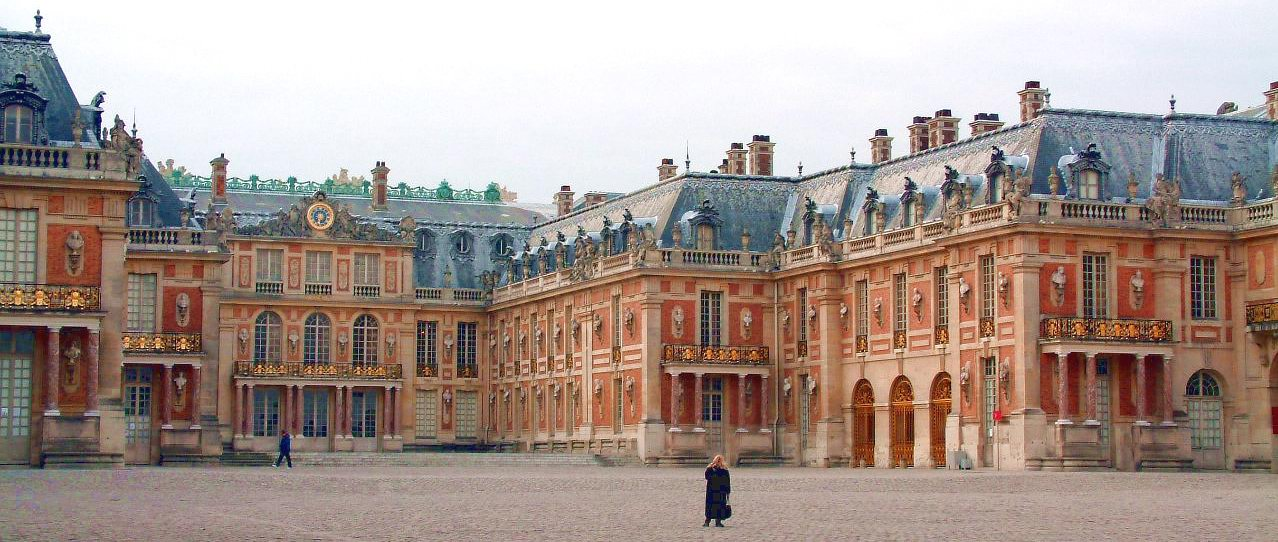
Le château de Versailles (cour de marbre)
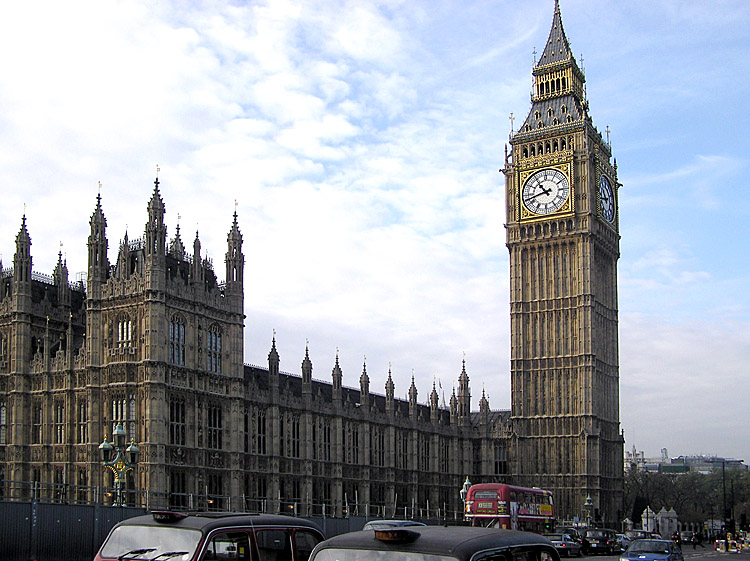
Big Ben à Londres
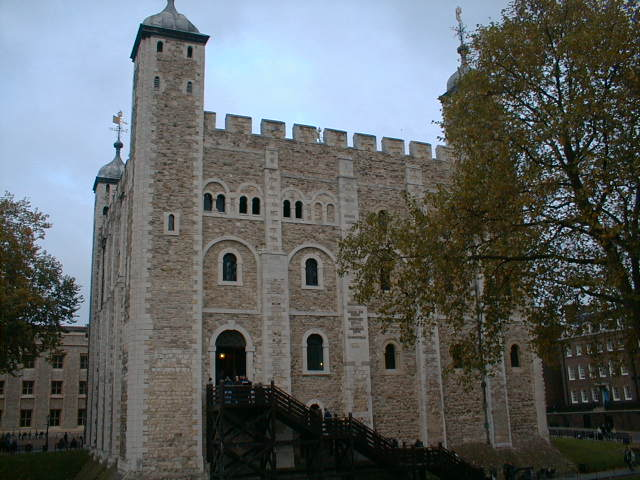
La tour de Londres (intérieur)
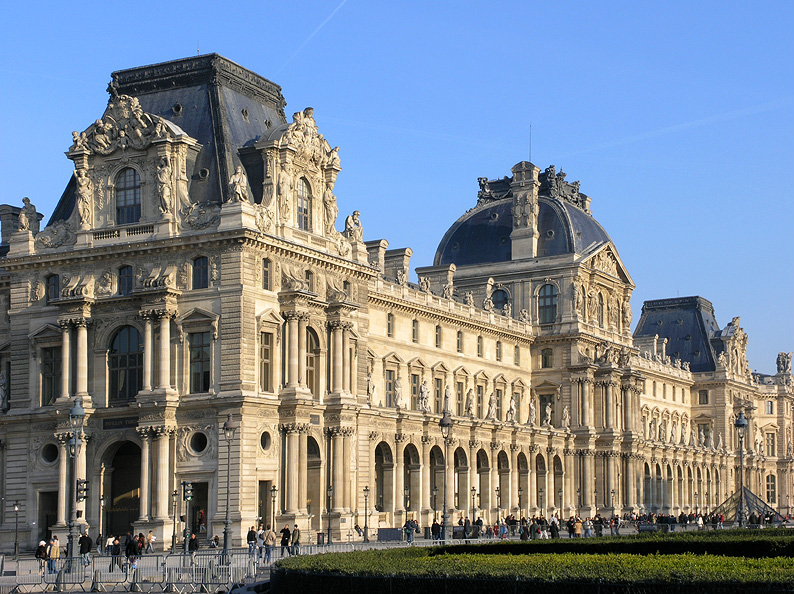
Le Louvre (aile Richelieu)
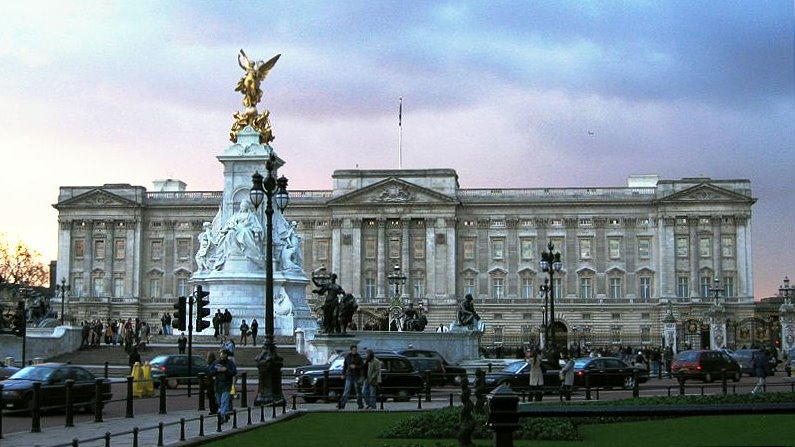
Le palais de Buckingham
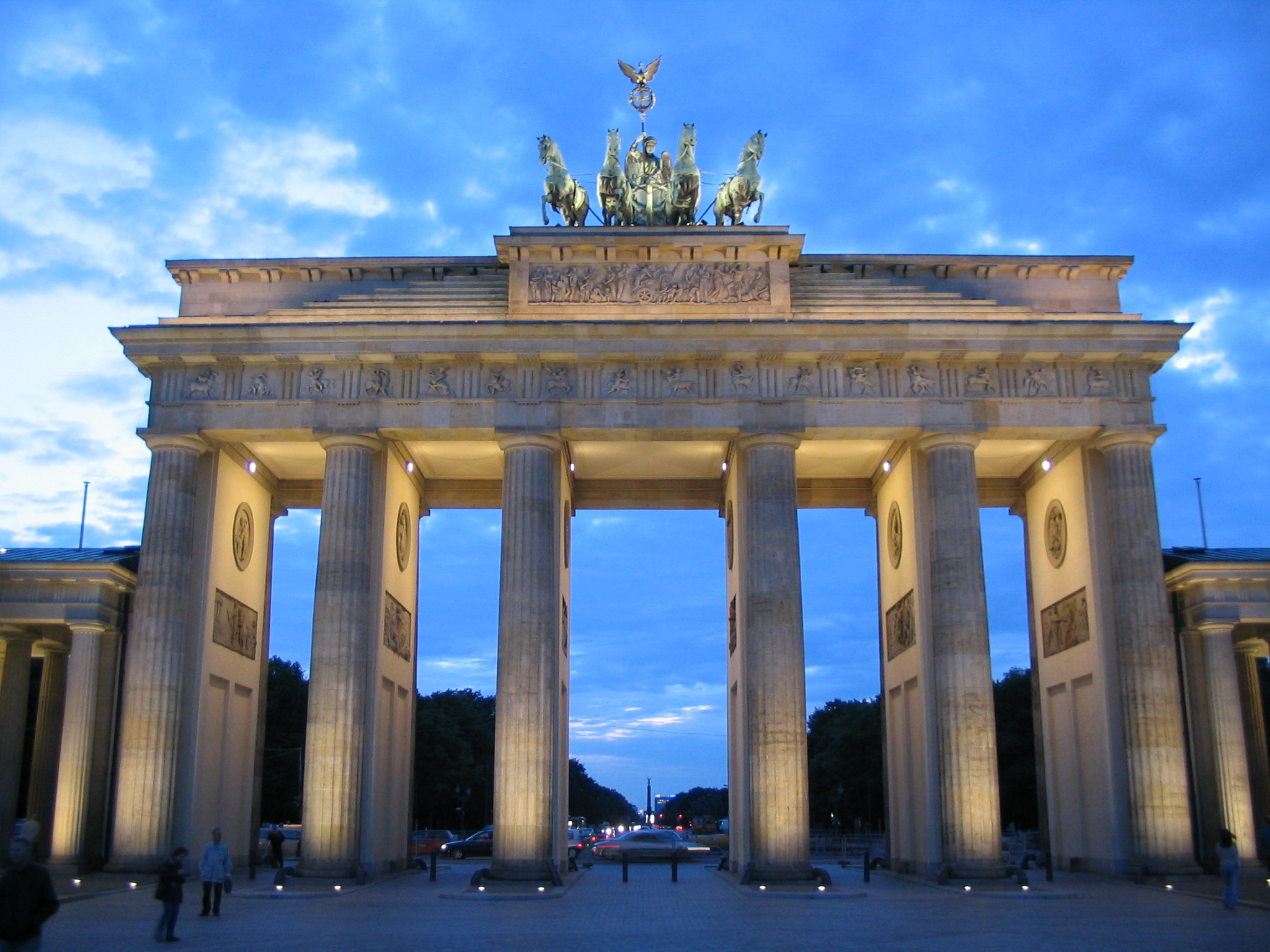
La porte de Brandebourg
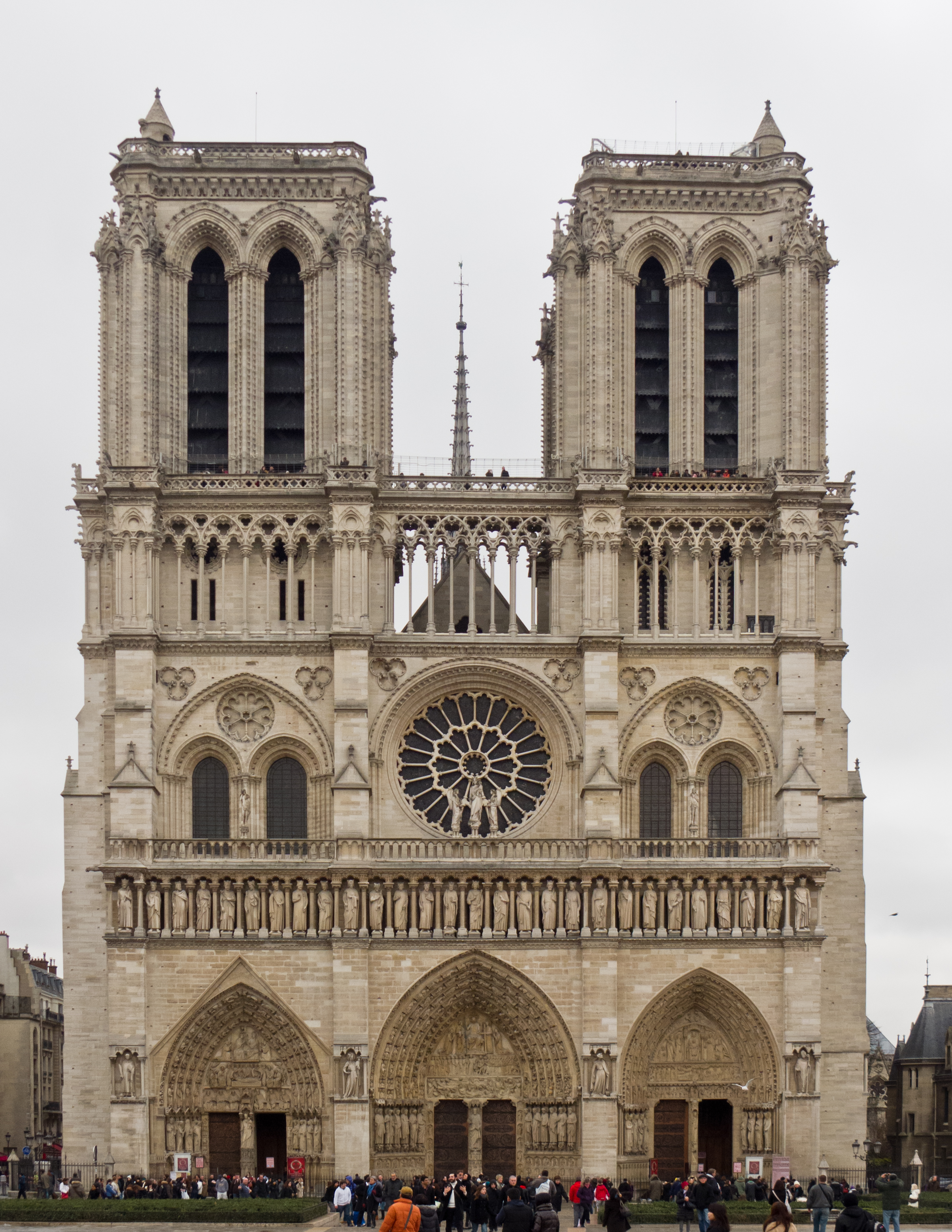
Notre-Dame de Paris
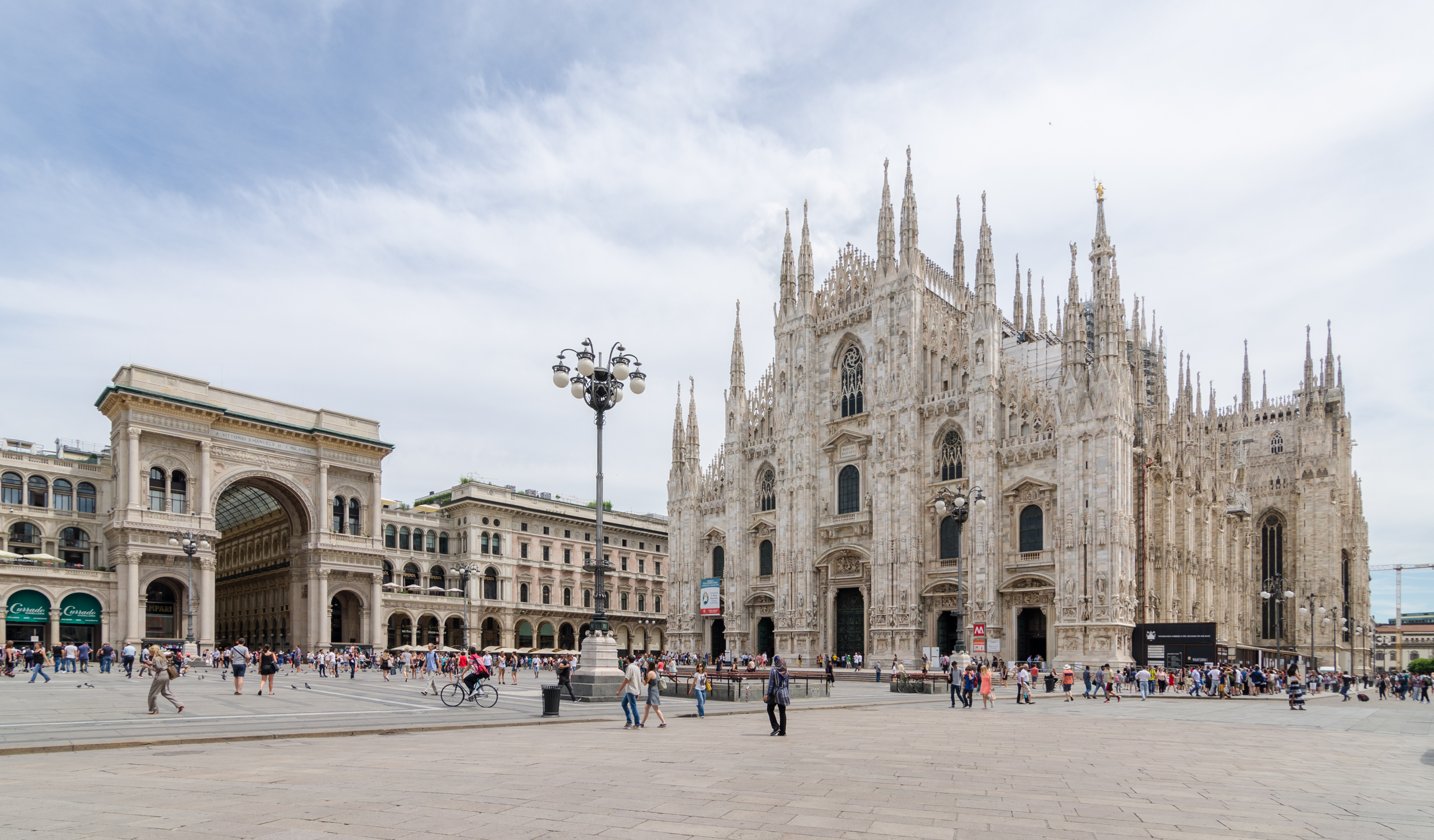
Le dôme de Milan
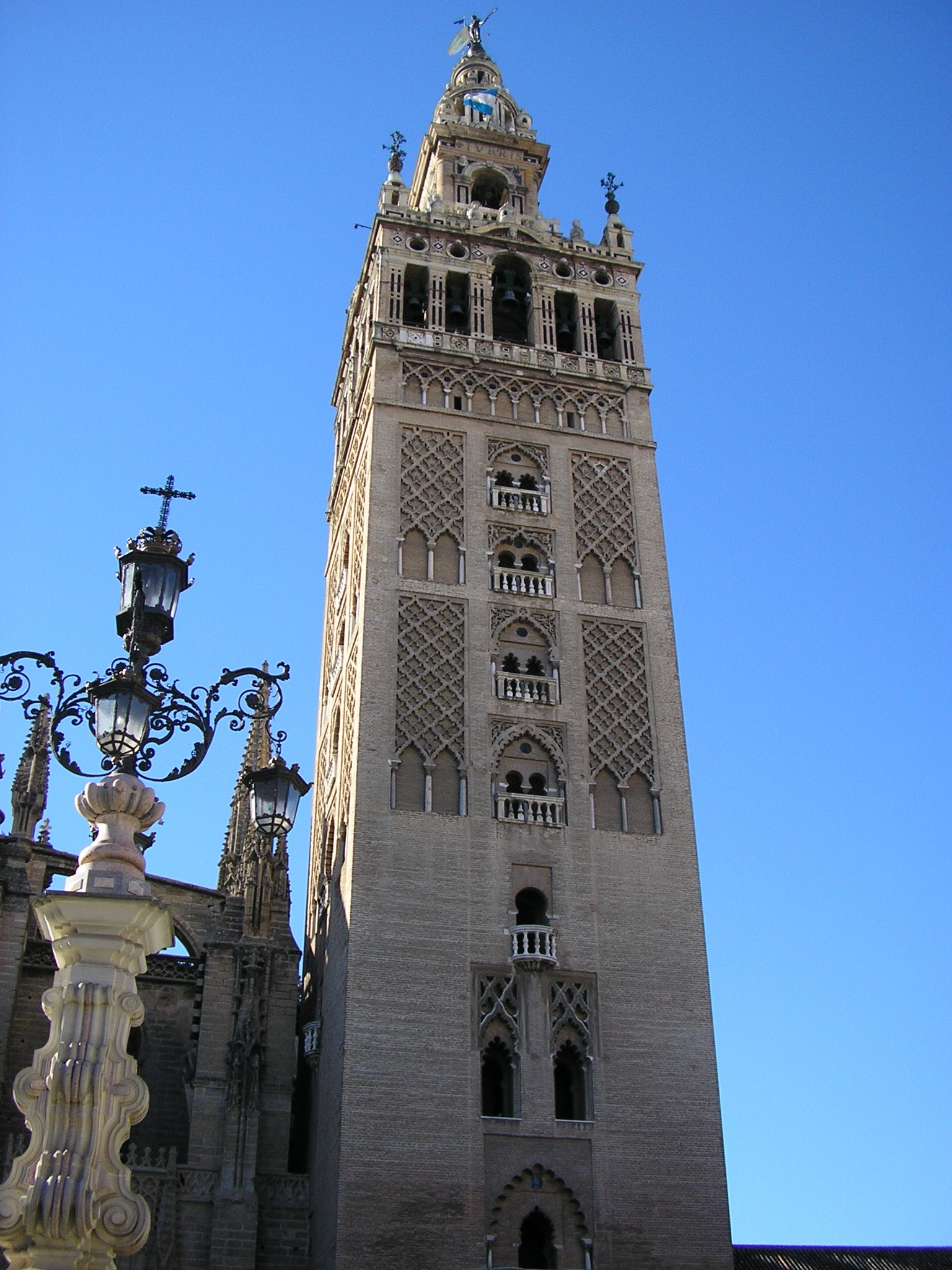
La Giralda de Séville
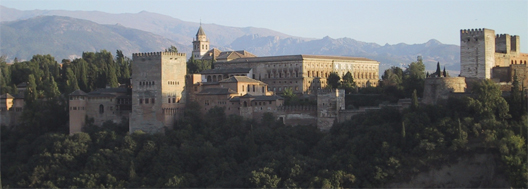
L'Alhambra (vue partielle depuis le Mirador de San Nicolas)
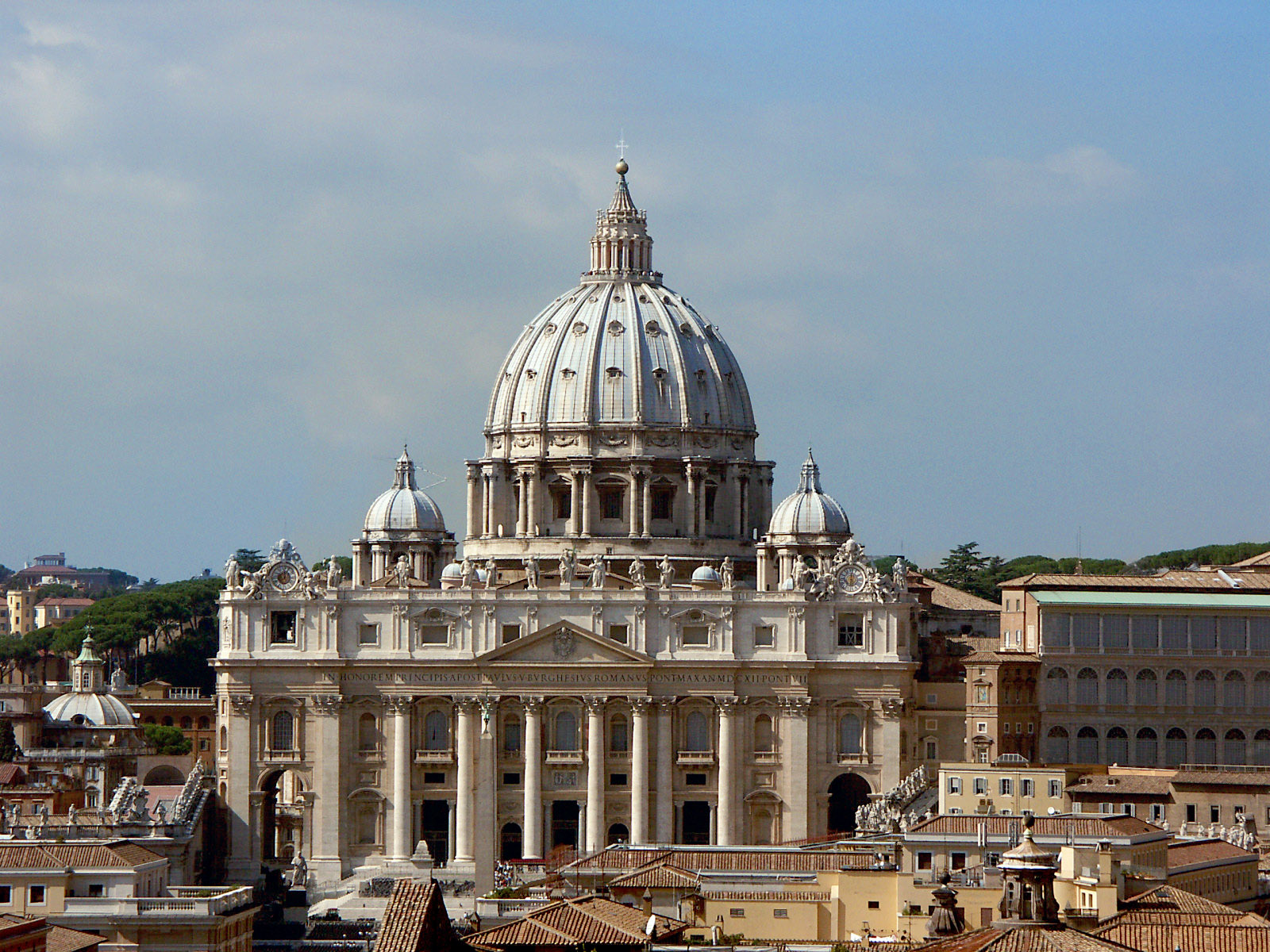
Saint-Pierre de Rome
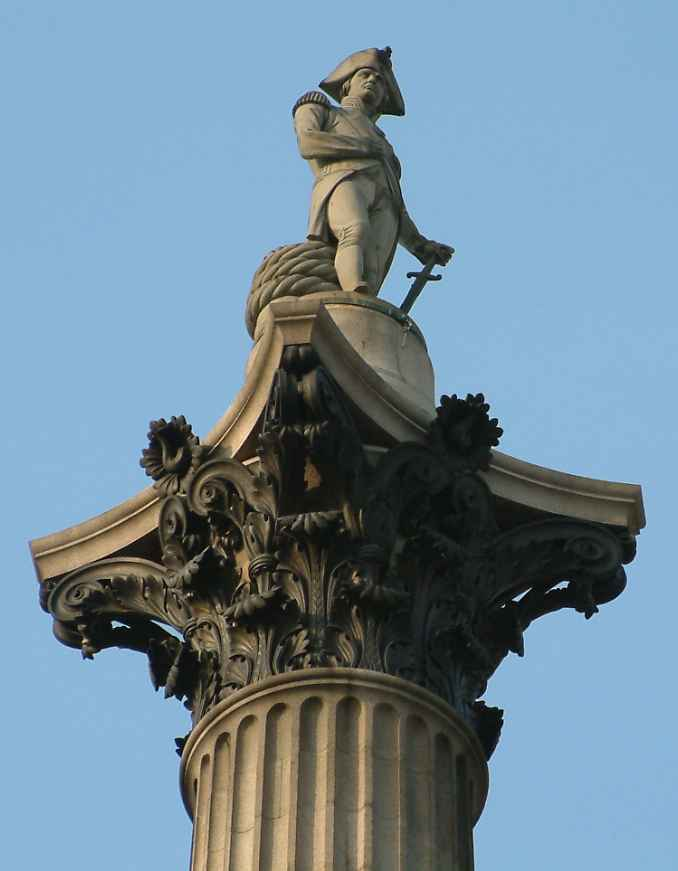
La colonne Nelson
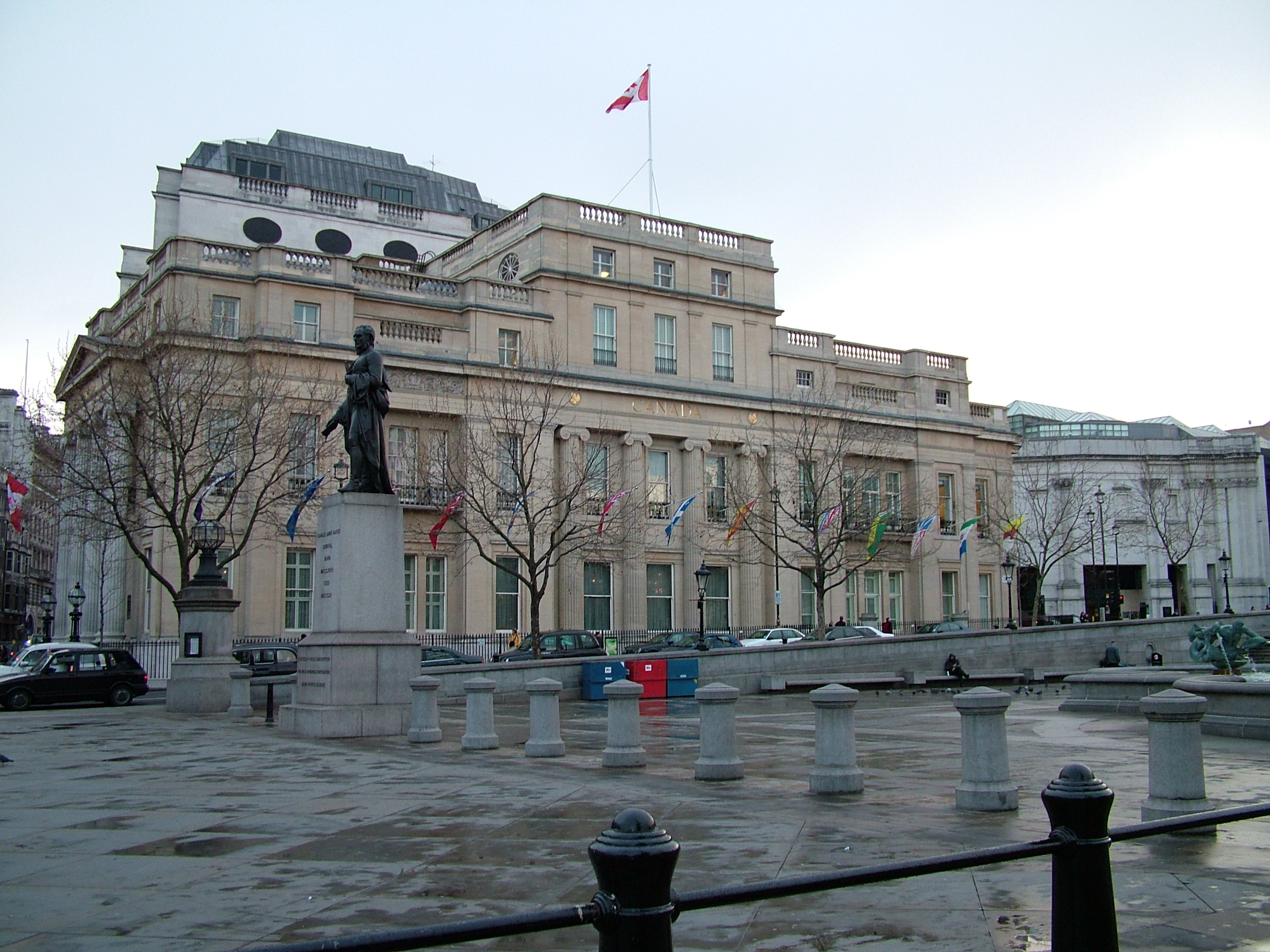
Trafalgar Square (Canada House)
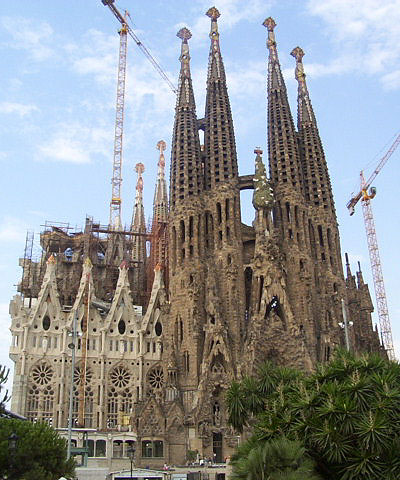
La Sagrada Família
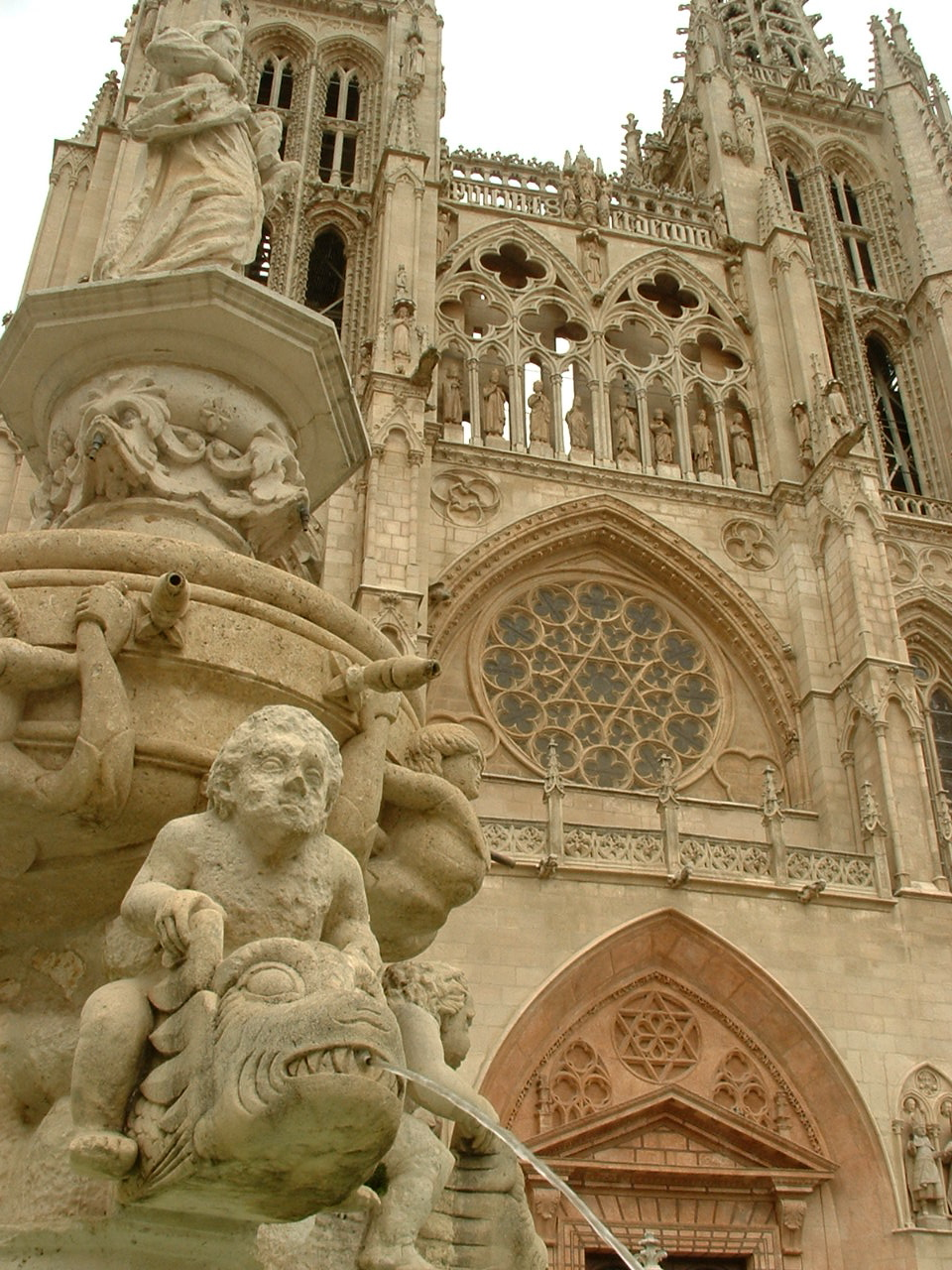
La cathédrale de Burgos (aile ouest)
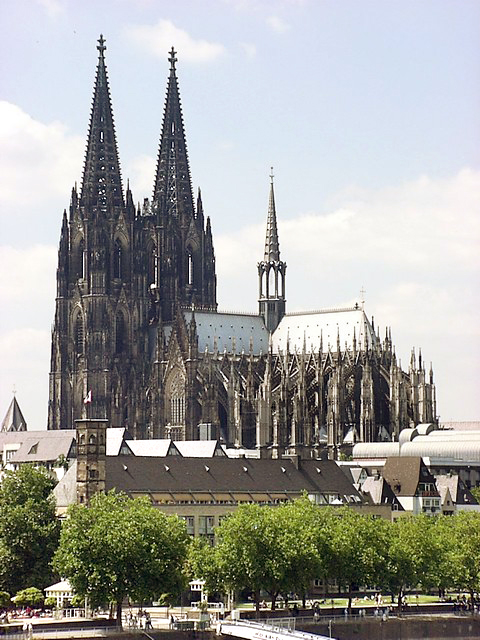
Le dôme de Cologne
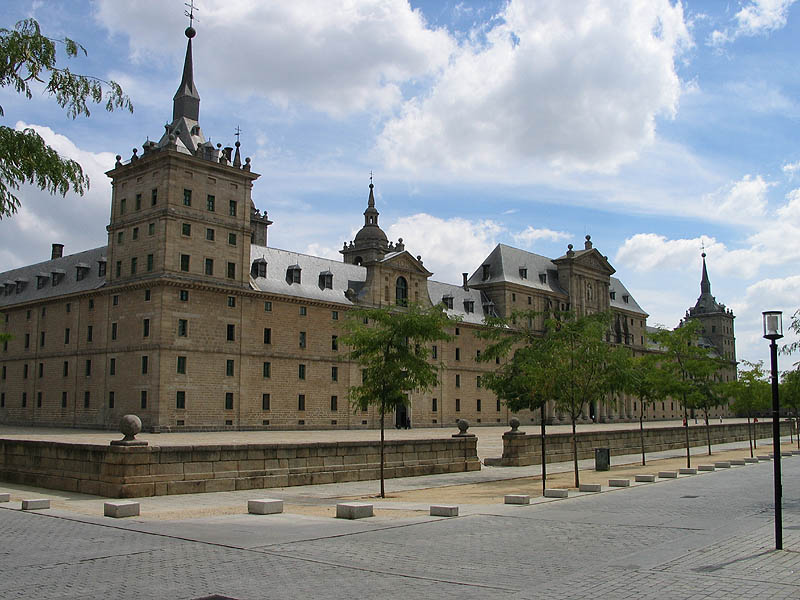
L'Escorial
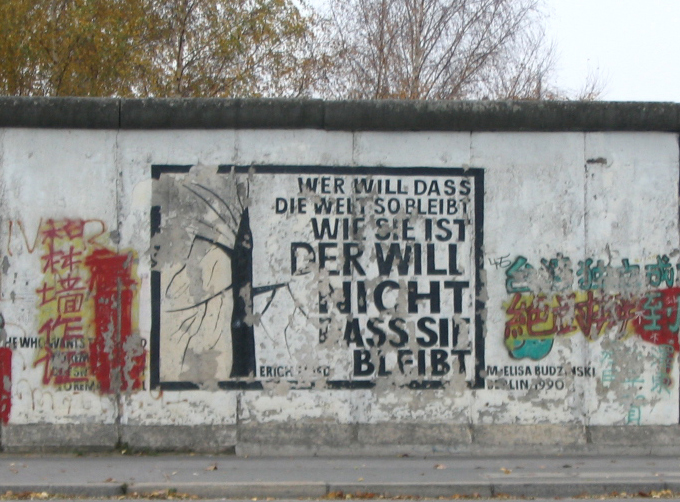
Le mur de Berlin
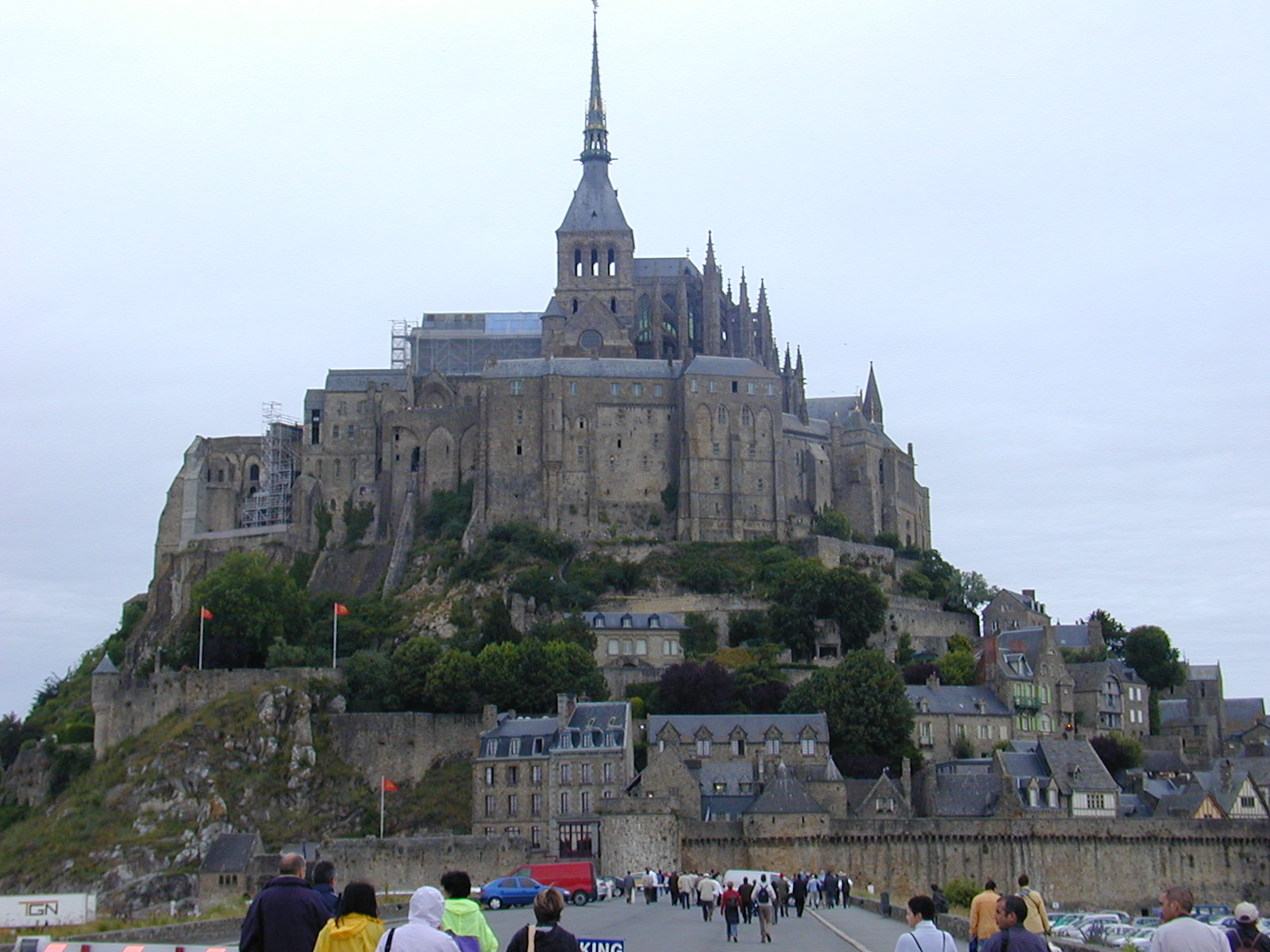
Le Mont-Saint-Michel
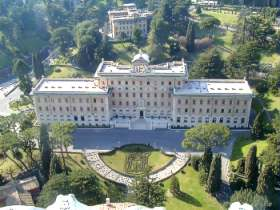
Le Vatican (palais pontifical)

### Les monuments les plus visités
| Légende : |  | Parmi les huit monuments proposés, lieu le plus visité par les personnes interrogées |  | Parmi les huit monuments proposés, deuxième lieu le plus visité par les personnes interrogées |
| --------- |  | ------------------------------------------------------------------------------------ |  | --------------------------------------------------------------------------------------------- |

### Les monuments les plus symboliques
| Légende : |  | Parmi les huit monuments proposés, plus haut taux de citation par les personnes interrogées |  | Parmi les huit monuments proposés, deuxième plus haut taux de citation par les personnes interrogées |
| --------- |  | ------------------------------------------------------------------------------------------- |  | --- |